# GSC Game World
GSC Game World је украјински развони тим видео игара који је привремено смештен у Прагу. Основао га је у Кијеву 1995. године Сергеј Григорович, а најпознатији је по серијама игара Cossacks и S.T.A.L.K.E.R.. GSC Game World је била прва компанија у Украјини која је локализовала PC игре на руски језик. Године 2002. постала је издавачка кућаGSC World Publishing.

## Историја

### Оснивање и рана делатност
Компанију је 1995. године основао Сергеј Григорович (укр. Сергій Костянтинович Григорович), који је постао главни извршни директор (CEO). Име и амблем компаније смислио је док је био у школи, 1990. године, са 12 година. „GSC“ су иницијали његовог имена у транслитерацији „Григорович Сергиј Константинович“ (GSC).
- Лого GSC World Publishing

До 1996. године, када је Григорович имао шеснаест година, компанија је запошљавала петнаест људи у двособном стану. Први запослени су били Григоровичев млађи брат Евгениј и Андреј Прохоров. Компанија је прва у Украјини преводила видео игре на руски језик и стварала је мултимедијалне CD-РОМ енциклопедије.

### Развој игара
1997. године компанија је почела да развија своју прву видео игрицу, али су потешкоће у развоју довеле до брзог напуштања рада на пројекту.
Након економске кризе у Русији 1998, компанија се преоријентисала на западно тржиште, развијајући стратешке игре у реалном времену. GSC је безуспешно покушао да добије уговор за развој Warcraft III: Reign of Chaos са Blizzard Entertainment. Према речима генералног директора, они су одбијени због Близардовог неповерења према чињеницу да је Григорович младић. До краја 1998. године компанија је завршила своју дебитантску комерцијалну игру, WarCraft 2000: Nuclear Epidemic. Nuclear Epidemic се разликовао од других стратешких игара тог времена са својим повећаним ограничењима величине јединице. Почетком 1999. објављен је бесплатно на интернету. Започели су развој на другом пројекту под називом DoomCraft,, који је шест месеци касније одбачен ради развијања игре Козаци.

### Деби
Током 2001. GSC је објавио стратешку игру у реалном времену за Windows, Cossacks: European Wars. Била је то прва игра која је компанији донела финансијски успех и глобално признање. Касније те године, GSC је објавио тактичку пуцач из првог лица Codename: Outbreak и експанзију за Козаке под називом Cossacks: The Art of War. Исте године, GSC је почео да развија пуцач заснован на причама заснован на концепту серије Stargate и архитектури Астека. Покретао га је прилагођени Кс-Раи Енгине, који је приказао слике високог квалитета и подржавао многе модерне технологије. Пројекат је носио назив Oblivion Lost.
Године 2002. компанија је објавила борбену аркадну тркачку игру Hover Ace: Combat Racing Zone и још једно проширење за Козаке под називом Cossacks: Back to War. Крајем те године објављена је нова стратешка игра у реалном времену - American Conquest. Такође, у марту 2002. године, након путовања запослених компаније у Чернобиљску зону искључења, концепт игре Oblivion Lost је у потпуности ревидиран и почео је да користи чернобиљску катастрофу као основу. Игра се звала Stalker: Oblivion Lost, али је убрзо име промењено у S.T.A.L.K.E.R.: Oblivion Lost, због компликација са ауторским правима за реч „Сталкер“. Систем рендеровања је прерађен. Игра је требало да буде објављена крајем 2003.
Године 2003. компанија је објавила додатак American Conquest: Fight Back и пуцачку игру из првог лица FireStarter. По препоруци дистрибутера игре THQ Inc, СS.T.A.L.K.E.R.: Shadow of Chernobyl је постао званично име и наведен је први тачан датум изласка – средина 2004.
GSC је 2004. године отворио GSC World Publishing, одељење које ће објављивати игре GSC у земљама Заједнице независних држава и у Европи. Заједно са Убисофтом 20. новембра 2004. објавио је сопствену развијену РТС игру Alexander, званичну игру базирану на филму Александар Оливера Стоуна. Издање S.T.A.L.K.E.R.: Shadow of Chernobyl је ТХК одложио за 2005. због преласка на нови процес рендеровања. Године 2005. објављен је наставак стратегије Козака, Cossacks II: Napoleonic Wars. У фебруару 2005. пуштање филма Shadow of Chernobyl је одложено на неодређено време. Године 2006. компанија је објавила експанзију за серију <i id="mw5A">Козаци</i> под називом Cossacks II: Battle for Europe, и нову стратегијску игру улога у реалном времену, Heroes of Annihilated Empires. Компанија је објавила изјаву да би Shadow of Chernobyl требало да буде објављена у првом кварталу 2007. Почетком године неки запослени GSC-а напустили су компанију да би основали студио 4A Games.
Двадесетог марта 2007, S.T.A.L.K.E.R.: Shadow of Chernobyl је званично објављен. Двадесет и четвртог марта 2007. STALKER је био на осмој позицији на листи продаје за различите платформе и игра је била на првој позицију међу PC играма према рејтингу британске организације ELSPA. Дванаестог фебруара 2008. продато је 950 хиљада примерака у ЗНД и 700 хиљада у другим деловима света, што је значило да је S.T.A.L.K.E.R.: Shadow of Chernobyl био најуспешнији пројекат GSC Game World-а до сада.
Светски успех Shadow of Chernobyl подстакао је компанију да развије свој следећи пројекат. Qplaze  је 5. децембра 2007. креирао мобилну игру, S.T.A.L.K.E.R. Mobile, у сарадњи са GSC. 22. августа 2008. објављена је самостална експанзија S.T.A.L.K.E.R.: Clear Sky, преднаставак за Shadow of Chernobyl . Наставак за Shadow of Chernobyl, S.T.A.L.K.E.R.: Call of Pripya, објављен је 2. октобра 2009, трећа игра у низу.
2009. GSC је почео да ради на S.T.A.L.K.E.R. 2: Heart of Chornobyl. Током развоја, компанија је опала са 200 запослених на 50. Раније је била највећи програмер видео игара у источној Европи. Компанија за финансијске услуге Ернст &amp; Иоунг прогласила је Григоровича за „предузетника године“ у фебруару 2011. Украјинска новинска агенција је 9. децембра 2011. објавила поруку са изјавом генералног директора GSC Game World Сергија Григоровича да се компанија распустила. Развој игре S.T.A.L.K.E.R. 2 је прекинут. Григорович је изјавио да је то учинио из личних разлога. Портпарол студија Валентин Јелтишев рекао је да је финансијска ситуација студија имала малу улогу у распуштању.

### Обнова рада
Крајем 2014. GSC Game World је изнова покренуо рад и објавио да ради на новој игри. Брат оснивача компаније Јевгениј Григорович (укр. Євген Григорович) постао је нови извршни директор фирме. Маја 2015, компанија је најавила Cossacks 3, римејк прве игре <i id="mwAVk">Cossacks</i>, и најављено је да ће игра укључивати „сав изворни гејмплеј“. Игра је објављена 20. септембра 2016. на Steam-у, након чега је финализована и ажурирана.
Петнаестог маја 2018. GSC је поново најавио S.T.A.L.K.E.R. 2: Heart of Chornobyl. Планирано је да игра буде објављена 5. септембра 2024. за Microsoft Windows и Xbox Series X/S.

### Руска инвазија на Украјину
Када је почела руска инвазија на Украјину 2022, GSC је паузирао развој S.T.A.L.K.E.R. 2. Компанија је користила друштвене мреже да подстакне навијаче и новинаре игара да донирају украјинским оружаним снагама и обезбедила је посебне рачуне за донације. До маја 2022. развој S.T.A.L.K.E.R. 2 је настављен након што је тим премештен у Праг, што им је омогућило да наставе да раде безбедно. Један бивши програмер GSC Game World, Володимир Јежов, убијен у борби близу Бахмута у децембру 2022.

## Игре
| Наслов                                      | Датум               | Платформа                          | Издавач(и)                              | Реф.                                      |
| ------------------------------------------- | ------------------- | ---------------------------------- | --------------------------------------- | ----------------------------------------- |
| WarCraft 2000: Nuclear Epidemic             | 25. новембар 1998.  | Microsoft Windows                  | –                                       | [ 11 ] [ 72 ]                             |
| Cossacks: European Wars                     | 12. април 2001.     | Microsoft Windows                  | CDV Software, Russobit-M                | [ 12 ] [ 13 ] [ 73 ] [ 74 ]               |
| Codename: Outbreak                          | 8. октобар 2001.    | Microsoft Windows                  | Virgin Interactive, Russobit-M          | [ 14 ] [ 15 ] [ 75 ]                      |
| Cossacks: The Art of War                    | 20. новембар 2001.  | Microsoft Windows                  | CDV Software, Russobit-M                | [ 16 ] [ 17 ] [ 18 ]                      |
| Hover Ace: Combat Racing Zone               | 2. септембар 2002.  | Microsoft Windows                  | Strategy First, Russobit-M              | [ 22 ] [ 23 ] [ 76 ] [ 77 ]               |
| Cossacks: Back to War                       | 1. новембар 2002.   | Microsoft Windows                  | CDV Software, Russobit-M                | [ 24 ] [ 25 ] [ 78 ]                      |
| American Conquest                           | 18. децембар 2002.  | Microsoft Windows                  | CDV Software, Russobit-M                | [ 26 ] [ 27 ] [ 77 ] [ 79 ] [ 80 ]        |
| American Conquest: Fight Back               | 25. јун 2003.       | Microsoft Windows                  | CDV Software, Russobit-M                | [ 28 ] [ 81 ]                             |
| FireStarter                                 | 28. новембар 2003.  | Microsoft Windows                  | Hip Interactive, Russobit-M             | [ 29 ] [ 30 ] [ 77 ] [ 82 ] [ 83 ]        |
| Alexander                                   | 20. новембар 2004.  | Microsoft Windows                  | Ubisoft, GSC World Publishing           | [ 31 ] [ 32 ] [ 33 ] [ 84 ] [ 85 ]        |
| Cossacks II: Napoleonic Wars                | 4. април 2005.      | Microsoft Windows                  | CDV Software, GSC World Publishing      | [ 34 ] [ 35 ] [ 72 ] [ 86 ]               |
| Cossacks II: Battle for Europe              | 19. јун 2006.       | Microsoft Windows                  | CDV Software, GSC World Publishing      | [ 36 ] [ 87 ]                             |
| Heroes of Annihilated Empires               | 6. октобар 2006.    | Microsoft Windows                  | CDV Software, GSC World Publishing      | [ 37 ] [ 38 ] [ 39 ] [ 88 ]               |
| S.T.A.L.K.E.R.: Shadow of Chernobyl         | 20. март 2007.      | Microsoft Windows                  | THQ, GSC World Publishing               | [ 40 ] [ 41 ] [ 42 ] [ 43 ] [ 89 ] [ 90 ] |
| S.T.A.L.K.E.R. Mobile                       | 5. децембар 2007.   | Java ME                            | NOMOC World Publishing                  | [ 47 ] [ 48 ] [ 49 ] [ 91 ]               |
| S.T.A.L.K.E.R.: Clear Sky                   | 22. август 2008.    | Microsoft Windows                  | Deep Silver, GSC World Publishing       | [ 50 ] [ 51 ] [ 52 ] [ 92 ]               |
| S.T.A.L.K.E.R.: Call of Pripyat             | 2. октобар 2009.    | Microsoft Windows                  | bitComposer Games, GSC World Publishing | [ 53 ] [ 54 ] [ 55 ] [ 93 ] [ 94 ]        |
| Cossacks 3                                  | 20. септембар 2016. | Microsoft Windows, Linux           | GSC Game World                          | [ 6 ] [ 60 ] [ 95 ] [ 96 ]                |
| S.T.A.L.K.E.R.: Legends of the Zone Trilogy | 6 March 2024        | PlayStation 4, Xbox One            | GSC Game World                          | [ 97 ]                                    |
| S.T.A.L.K.E.R. 2: Heart of Chornobyl        | 5 September 2024    | Microsoft Windows, Xbox Series X/S | GSC Game World                          | [ 64 ] [ 66 ] [ 98 ] [ 99 ]               |

### Отказане игре
| Наслов                                 | Датум отказивања | Платформа(е)            | Ref(s).                            |
| -------------------------------------- | ---------------- | ----------------------- | ---------------------------------- |
| Неименована игра                       | 1997.            | Microsoft Windows       | [ 3 ]                              |
| DoomCraft                              | јануар 1999.     | Microsoft Windows       | [ 3 ]                              |
| Oblivion Lost                          | фебруар 2002.    | Microsoft Windows, Xbox | [ 10 ] [ 19 ] [ 20 ] [ 21 ] [ 77 ] |
| Warlocks                               | 2002.            | Microsoft Windows       | [ 77 ] [ 101 ] [ 102 ]             |
| Robberyа (радни назив)                 | 2006.            | Microsoft Windows       | [ 101 ] [ 103 ]                    |
| Неименована S.T.A.L.K.E.R. игра за PSP | Пролеће 2007.    | PlayStation Portable    | [ 104 ] [ 105 ] [ 106 ]            |
| S.T.A.L.K.E.R. Online                  | октобар 2011.    | Веб-игра                | [ 1 ] [ 107 ]                      |

## Погон за игре
Vital Engine је погон за игре креиран за Codename: Outbreak, и касније коришћен за серију игара Xenus (Boiling Point: Road to Hell and White Gold: War in Paradise) и игру The Precursors од стране украјинског програмера Deep Shadows.
X-Ray Engine је погон за игре креиран за серију игара S.T.A.L.K.E.R. X-Ray користи бесплатни физички механизам Open Dynamics Engine елементе.
Низ студија за видео игре су формирали бивши тимови и чланови GSC студија.